# Acidente do Embraer EMB-810C prefixo PT-EUJ em 2010
O acidente do EMB-810C prefixo PT-EUJ em 2010 foi um acidente aéreo ocorrido em 13 de maio daquele ano, em Manaus, Amazonas, Brasil, no qual seis pessoas morreram. O avião, um Embraer EMB-810C Seneca II prefixo PT-EUJ, saiu do aeródromo de Flores em direção ao Aeroporto de Maués em Maués, também no Amazonas, a cerca de 365 km de Manaus.

## Aeronave envolvida
A aeronave acidentada era um Embraer EMB-810C Seneca II, prefixo PT-EUJ e estava sob responsabilidade da empresa Cleiton Táxi Aéreo (CTA). Porém, o proprietário da CTA, Cleiton Sérgio de Souza, negou que o avião pertencesse à empresa e sim a JVC Transportes Aéreos. Por outro lado, o dono da JVC Transportes Aéreos, Jorge Luiz Viana, garantiu que a empresa vendeu o avião em dezembro de 2009 para a CTA.

## O voo
O voo partiu do Aeródromo de Flores, em Manaus, com destino ao Aeroporto de Maués pouco antes das 15 horas. Minutos depois, o piloto, Miguel Vaspeano Lepeco, teria feito contato com a torre e informado que estaria voltando para Flores, sem explicar os motivos. Depois disso, o sinal foi perdido. Segundo informações, a aeronave tentou realizar um pouso forçado no campo do Colégio Pró-Menor Dom Bosco Leste no bairro do Zumbi, mas bateu de bico em um pequeno morro e com o impacto explodiu.

## Passageiros e tripulantes
O voo foi fretado pela Secretaria de Educação do Governo do Amazonas (Seduc). Estavam nele:
- Miguel Vaspeano Lepeco – Piloto, 52 anos de idade, sendo 34 anos destes na profissão. Nascido a bordo do avião da Vasp, por isso o nome Vaspeano, que fazia a rota de Maringá para Curitiba em 10 de junho de 1957[4]

- Cinthia Régia Gomes do Livramento – Secretária de Educação do Governo do Amazonas, 45 anos, casada, sem filhos e amazonense de Manaus. Assumiu a Seduc em 30 de março de 2010 e desde 2004, era diretora do Departamento de Políticas e Programas Educacionais (Deppe). Formada em Pedagogia pela Universidade Federal do Amazonas (UFAM), com pós-graduação em Psicopedagogia pela mesma instituição

- Karla Patricia Barros de Azevedo – Assessora do Gabinete da Seduc, 38 anos, solteira, sem filhos e amazonense de Manaus. Formada em Pedagogia pela UFAM, com pós-graduação em Psicopedagogia pela mesma instituição. Concursada da Seduc desde 1993

- Eliana Socorro Pacheco Braga – Gerente de Monitoramento da Seduc, 43 anos, casada e amazonense de Novo Airão. Formada em Pedagogia pela UFAM, com pós-graduação em Supervisão Educacional pela mesma instituição. Concursada da Semed há 20 anos estava à disposição da Seduc desde 2004

- Maria Suely Costa Silva – Técnica da Gerência de Atendimento Educacional Específico, do Departamento de Políticas e Programas Educacionais (Deppe), 49 anos, mãe de duas filhas e amazonense de Coari. Formada em Teologia pela UFAM, com pós-graduação em Educação Especial. Professora integrada e efetiva da Seduc desde 1993

- Marivaldo Couteiro Oliveira – Fotógrafo da Seduc, 35 anos, 2 filhos e amazonense de Manaus. Trabalhou no Jornal do Commercio e no Jornal Diário do Amazonas. Ingressou na área da Educação, trabalhando como fotógrafo da Semed. Na Seduc, assumiu como fotógrafo desde abril de 2005